# August Eisenlohr

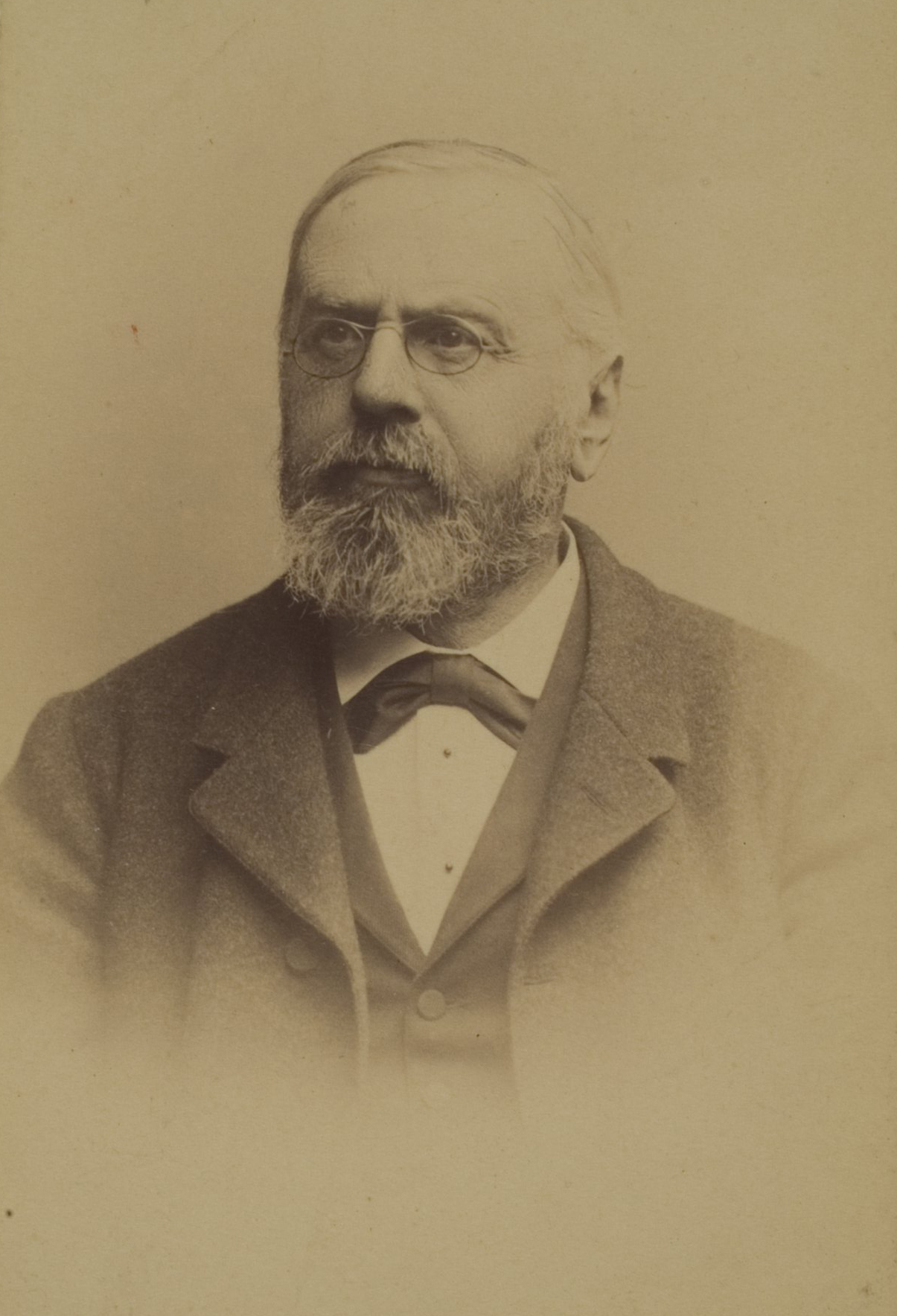
August Eisenlohr

August Adolf Eisenlohr, född 6 oktober 1832 i Mannheim, död 23 februari 1902 i Heidelberg, var en tysk egyptolog. 
Eisenlohr studerade teologi och naturvetenskaper, företrädesvis kemi, i vilket ämne han 1860 promoverades till filosofie doktor i Heidelberg, där han uppsatte en färgfabrik. En slump förde honom 1865 till studiet av kinesiskan och påbörjade därefter sina studier av den egyptiska hieroglyfskriften. François Chabas och Heinrich Karl Brugsch blev hans lärare.  År 1869 blev Eisenlohr privatdocent i fornegyptiska språket. Vintern 1869–70 besökte han Egypten.  År 1872 utnämndes han till e.o. professor i egyptiska språket och fornkunskapen vid Heidelbergs universitet och 1885 till titulärprofessor. 
Såsom egyptolog intog Eisenlohr en framskjuten plats. Av betydande värde är bland annat Der große Papyros Harris (1872), som behandlar Harris 1-papyrusen, av vilken han lämnade en översättning i "Zeitschrift für ägyptische Sprache etc." samt Ein mathematisches Handbuch der alten Aegypter (1877) med översättning och förklaringar. För en större allmänhet torde han vara mest bekant genom sin bearbetning av andra delen av Karl Baedekers "Ägypten" (1891).